# Liparis pandurata
Liparis pandurata är en orkidéart som beskrevs av Oakes Ames. Liparis pandurata ingår i släktet gulyxnen, och familjen orkidéer. Inga underarter finns listade i Catalogue of Life.